# Proacidalia mitchelli
Proacidalia mitchelli är en fjärilsart som beskrevs av James Andrew Kershaw 1952. Proacidalia mitchelli ingår i släktet Proacidalia och familjen praktfjärilar. Inga underarter finns listade i Catalogue of Life.